# Södra bönhuset
Södra bönhuset var en kyrka belägen vid Södermalmstorg i Gävle. Det var Gävle Missionsförsamlings första bönhus och den invigdes år 1855.